# Accidente del CASA C-212 de la Guardia Costera Sueca en Falsterbo de 2006
El 26 de octubre de 2006, un avión CASA C-212 Aviocar de la Guardia Costera Sueca se estrelló en el canal de Falsterbo, cerca de Vellinge, a 16 kilómetros al sur de Malmö, mientras realizaba un vuelo rutinario. A bordo iban cuatro tripulantes, de los cuales ninguno sobrevivió.

## Accidente
El avión, con matrícula KBV 585, despegó del Aeropuerto de Ronneby-Kallinge a las 11:09 para realizar un vuelo rutinario de vigilancia marítima. La tripulación estaba compuesta por dos pilotos y dos operadores de sistemas. Durante el vuelo, los pilotos aceptaron realizar un sobrevuelo a baja altitud sobre la base de la Guardia Costera en el canal de Falsterbo, tras una solicitud recibida desde el centro de coordinación.
A las 13:23, el avión llegó a la costa en Falsterbonäset, siguiendo un curso noroeste a lo largo del canal. Realizó varios sobrevuelos a baja velocidad sobre la base y el canal, incluyendo maniobras de inclinación de las alas. Durante una de estas maniobras, se escuchó un fuerte estruendo y el ala izquierda se desprendió completamente del fuselaje. El avión se volcó, cayendo de forma invertida en el canal, donde se desintegró al impactar.
El accidente fue observado por testigos, entre ellos escolares y residentes locales. Harry Feinberg, dueño de una tienda cercana al canal, describió el suceso como si el avión “pareciera un pájaro herido que aleteaba antes de caer directamente al canal”. Los restos de la aeronave quedaron sumergidos a unos seis metros de profundidad y fueron localizados por buzos a las 14:30. Solo se recuperó el cuerpo de una de las víctimas en las horas posteriores al accidente, que fue enviado a Lund para su examen post mortem.
El viento en la zona en el momento del accidente era de aproximadamente 10 metros por segundo, lo que añadió dificultades a la operación de rescate. La operación de salvamento se canceló a las 16:00, tras determinarse que no había esperanzas de encontrar supervivientes.
El CASA C-212 se hundió casi de inmediato después del impacto. Equipos de rescate de Suecia y Dinamarca, junto con helicópteros y embarcaciones, acudieron rápidamente al lugar, pero no pudieron evitar la tragedia.

## Investigación y causas
La Junta de Investigación de Accidentes de Suecia (SHK) concluyó que la causa del accidente fue una fractura por fatiga en la piel inferior del ala izquierda, un componente clave en la estructura de carga de la aeronave. Esta fractura, de aproximadamente 84 cm de longitud, había debilitado significativamente la resistencia del ala. La separación del ala ocurrió durante las maniobras de inclinación, que generaron fuerzas momentáneas adicionales.
Se descubrió una fractura similar, aunque menos desarrollada, en el ala derecha. Ambas grietas se habían iniciado y desarrollado durante un largo periodo, sin ser detectadas debido a su ubicación bajo los revestimientos estructurales. La investigación determinó que el diseño de la unión entre las alas y el fuselaje era inadecuado, ya que permitía la transmisión de cargas verticales no previstas, lo que contribuyó al desarrollo de las grietas.
El sistema de mantenimiento del fabricante no incluía inspecciones adecuadas para identificar y prevenir estas fracturas, y no se aprovechó la oportunidad de utilizar la aeronave accidentada, que lideraba las horas de operación, como muestra para inspecciones más detalladas. Posteriormente, el fabricante y las autoridades emitieron directrices para inspecciones especiales en las alas de esta serie de aeronaves, aunque no se encontraron problemas similares en aproximadamente un tercio de los aviones inspeccionados.
La SHK determinó que las operaciones de la Guardia Costera, aunque exigentes, se habían realizado dentro de los límites operativos permitidos para este tipo de avión. Sin embargo, el vuelo de demostración sobre el canal de Falsterbo se llevó a cabo en desviación de las normas internas y sin instrucciones operativas específicas.

## Consecuencias
Tras el accidente, la Guardia Costera Sueca decidió dejar en tierra sus dos aeronaves restantes del modelo CASA C-212 Aviocar como medida preventiva. La decisión fue tomada mientras se realizaban investigaciones sobre las causas del siniestro, que revelaron problemas de fatiga del metal en las alas, lo que comprometía la seguridad operativa de estos aviones.
Posteriormente, las dos aeronaves CASA C-212 restantes fueron vendidas a la Fuerza Aérea Uruguaya (FAU) en 2009 y fueron reemplazadas por tres Bombardier Dash-8 Q300.